# Annie Kenney
Annie Kenney (Springhead, 3 de septiembre de 1879–Letchworth Garden City, 9 de julio de 1953) fue una sufragista británica, figura principal en Unión Social y Política de las Mujeres. Cofundó su primera rama en Londres junto a Minnie Baldock. Atrajo la atención de la prensa y el público en 1905, cuando junto a Christabel Pankhurst estuvo encarcelada por varios días por agresión y obstrucción, después de interrumpir violentamente a Lord Edward Grey en un rally del Partido Liberal en Mánchester sobre el asunto del sufragio femenino. Este incidente inauguró una nueva fase en la lucha para el sufragio de las mujeres en el Reino Unido, con la adopción de tácticas militantes.

## Biografía

### Primeros años
Annie nació en Springhead, Saddleworth, West Riding of Yorkshire, el 13 de septiembre de 1879, siendo la cuarta hija (de 12 hermanos) de Nelson Horatio Kenney (1849-1912) y Anne Madera (1852-1905); la familia era de clase humilde, y Kenney debió trabajar a tiempo parcial en un molino de algodón local a la edad de 10 años, mientras a la par asistía a la escuela; luego tuvo dedicación exclusiva a los 13 años, con turnos de 12 horas desde las 6 de la mañana a las 6 del anochecer.
Kenney se involucró activamente en la Unión Social y Política de las Mujeres (WSPU) después de que ella y su hermana Jessie Kenney oyeron a Teresa Billington-Greig y Christabel Pankhurst en el Oldham Clarion Club Vocal en 1905.

### Primer arresto y encarcelamiento
Durante un rally liberal en el Free Trade Hall de Mánchester, en octubre de 1905, Kenney y Christabel Pankhurst interrumpieron una reunión política para preguntarle a Churchill y a Edward Grey si creían que las mujeres tendrían que tener el derecho a votar, sin obtener respuestas. Las dos mujeres desplegaron una pancarta que declaraba "Votos para las Mujeres", gritándoles a los dos políticos para que contestaran sus preguntas. Consiguientemente, tanto Kenney como Pankhurst fueron expulsadas de la reunión y arrestadas por causar obstrucción y una agresión técnica en un agente policial. Annie Kenney estuvo encarcelada por tres días para su parte en la protesta, y 13 veces en total.

### Activismo posterior

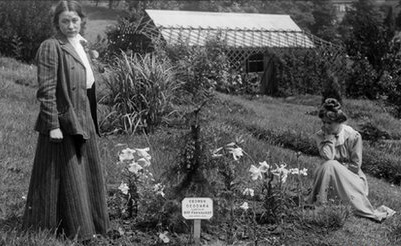
Annie Kenney y Adela Pankhurst, retratadas en 1909 junto a un árbol plantado por Emmeline Pankhurst.

En 1906 ella, Adelaide Knight, y la señora Sparborough fueron arrestadas cuando intentaron obtener una audiencia con Herbert Asquith. Se les ofreció una pena de seis semanas en prisión o dejar de hacer campañas por un año, pero Kenney escogió ir a prisión, al igual que las otras mujeres.
Kenney era una mujer de clase obrera quién terminó formando parte de la jerarquía sénior del WSPU, deviniendo en sublíder en 1912, algo inusual en una organización de clase media. En 1913, Kenney y Flora Drummond lograron que representantes del WSPU pudieran reunirse con políticos como David Lloyd George y lord Edward Grey. La reunión había sido con el proviso que estos eran mujeres de clase obrera representando su clase. Explicaron la paga terrible y condiciones laborables que padecían y su esperanza que el derecho a voto habilitara a las mujeres para desafiar el statu quo en una manera democrática. Alice Hawkins de Leicester explicó cómo sus amigos trabajadores varones podrían escoger un hombre para representarles políticamente en el parlamento mientras que las mujeres quedaban sin representación.
En el estallido de la Primera Guerra Mundial en 1914, Emmeline Pankhurst llamó a un cese de las movilizaciones sufragistas e instó a las mujeres a devenir activamente en trabajos tradicionalmente considerados para hombres, dado que la mayoría estaban ausentes por la guerra. Esto pausó al movimiento sufragista, relanzado el 16 de abril de 1915 con el eslogan que lo era «mil veces más el deber de la militante sufragista luchar contra el Káiser por el bien de la libertad que luchar contra gobiernos antisufragistas». Como parte de esto, durante el otoño de 1915 Kenney acompañó a Emmeline Pankhurst, Flora Drummond, Norah Dacre Fox (más tarde Norah Elam) y Gracia Roe a Gales del Sur, Midlands y Clydeside a reclutar y animar sindicatos para apoyar el trabajo de guerra. Llevó su mensaje a lugares tan lejanos como Francia y los Estados Unidos, pero eventualmente contrajo matrimonio con James Taylor (1893-1977) y se estableció en Letchworth, Hertfordshire, después de que a las mujeres mayores de 30 años se les otorgara el derecho a voto en 1918. Un hijo suyo, Warwick Kenney Taylor, nació en 1921.
Murió de diabetes en el Lister Hospital en Hitchin, el 9 de julio de 1953, a la edad de 73 años. Su funeral estuvo conducido según los ritos rosacrucianos y sus cenizas fueron esparcidas por su familia en la pradera de Saddleworth.
En 1999, el consejo municipal de Oldham levantó una placa conmemorativa en su honor en Lees Brook Mill en Lees, cercano a Oldham, lugar donde Kenney había empezado a trabajar en 1892.